# Una bambina di troppo
Una bambina di troppo è un film TV del 1995, diretto da Damiano Damiani. Venne trasmesso in prima visione il 13 giugno 1995 su Canale 5.

## Trama
Il rapporto tra l'imprenditore Alessandro Bonardi e sua moglie Sonia si incrinano, fino a quando non arriva Tilly, una bambina profuga da Sarajevo rischia anche di peggiorare le cose. Poi la ragazzina assiste casualmente ad una sparatoria tra la polizia e i trafficanti di droga tanto da costringerla alla fuga.